# Tilff
Tilff is een plaats en deelgemeente van de Belgische gemeente Esneux. Tilff ligt in de provincie Luik en was tot 1 januari 1977 een zelfstandige gemeente.

## Bezienswaardigheden
- De Laminoirs du Monceau is een voormalige staalwalserij die heeft bestaan van 1873-1954. Het complex wekt nog elektriciteit op en daarmee worden metalen in deze hallen nog thermisch behandeld. Onder de naam Mérytherm
- De Moulin du Laveu is een watermolen op de Ruisseau du Gobry. Hij werd gebouwd in de 2e helft van de 18e eeuw en later meermaals verbouwd.
- Het Château de Brialmont ligt bovenop de Rotsen van Sainte-Anne en werd al in de 13e eeuw vermeld. In 1923 werd het herbouwd en in 1961 werd het een Abdij voor Cisterciënzerzusters, de Abbaye Notre-Dame de Brialmont.
- Het Château de Sainval ligt vlakbij Tilff in een groot park. Het in neoclassicistische stijl gebouwde kasteel werd halverwege de 19e eeuw gebouwd.
- Het Kasteel van Tilff (Château de Tilff) werd al eind 13e eeuw vermeld. Van oorsprong een burcht werd het in de 18e eeuw verbouwd tot een buitenverblijf. In 1972 werd het aangekocht door de gemeente en sindsdien herbergt het de bibliotheek en kantoren.
- De Sint-Pieterskerk (Église Saint-Pierre) is een neogotisch kerkgebouw van 1901.
- De Sint-Leodegariuskerk (Église Saint-Léger) is een neogotisch kerkgebouw van 1875.

## Natuur en landschap
De rivier Ourthe loopt door het dorp van zuid naar noord. Aan de zuidzijde van Tilff liggen de Grotten van Sainte-Anne. De hoogte aan de Sint-Leodegariuskerk bedraagt 77 meter. De rotswanden herbergen nog diverse andere grotten.

## Demografische ontwikkeling
- Bronnen:NIS, Opm:1831 tot en met 1970=volkstellingen, 1976= inwoneraantal op 31 december

## Folklore
De carnavalsvereniging Les Porais gaat terug op een eeuwenoud folkloristisch verhaal.

## Nabijgelegen kernen
Embourg, Beaufays, Boncelles, Esneux

## Externe link

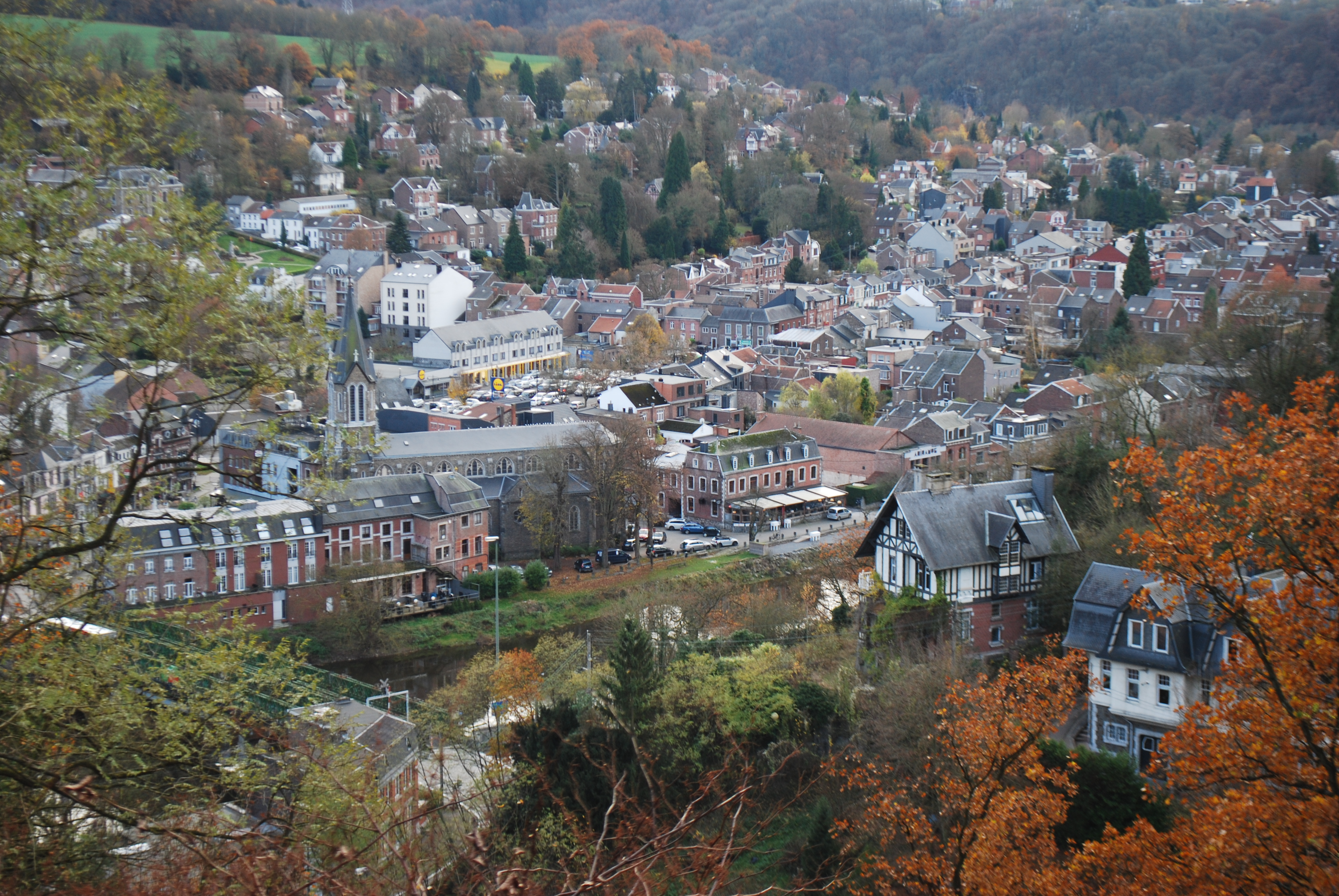
Tilff in 2016

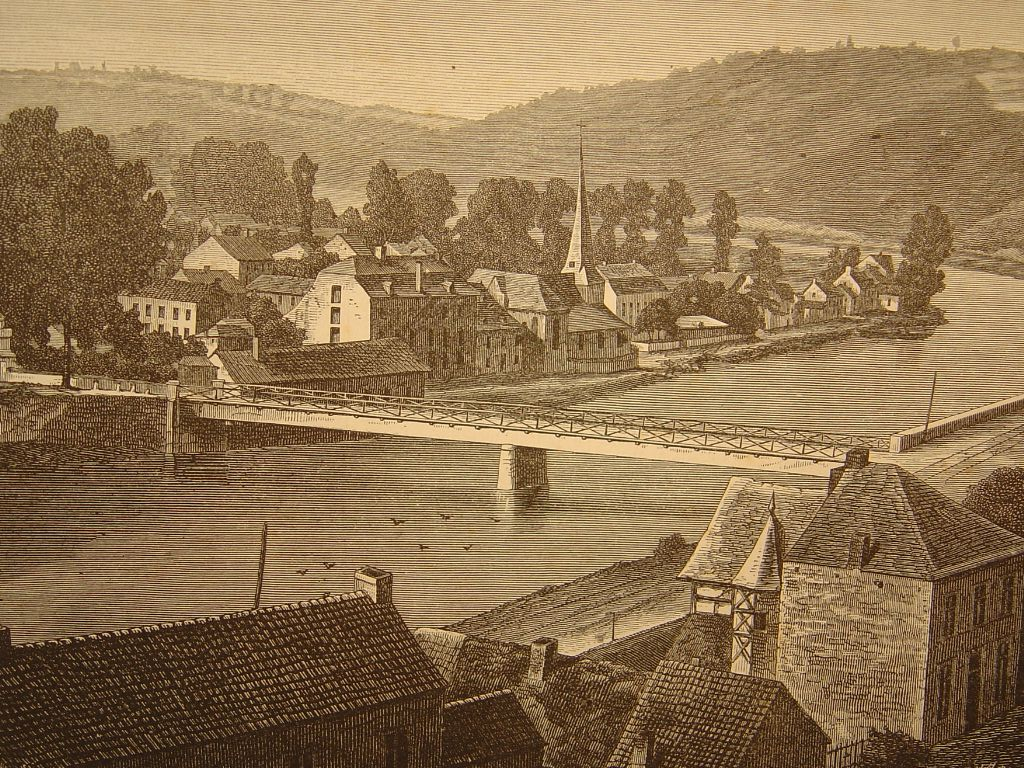
Tilff afgebeeld in L'Illustration Européenne, 1872